# Milostín
Milostín település Csehországban, Rakovníki járásban. Milostín Kounov, Svojetín, Janov, Nesuchyně és Mutějovice településekkel határos. Lakosainak száma 329 fő (2024. január 1.).

## Népesség
A település lakosságának változását az alábbi diagram mutatja:
| Lakosok száma | 714  | 736  | 787  | 532  | 326  | 273  | 291  | 300  | 308  | 329  |
|               | 1869 | 1890 | 1921 | 1950 | 1980 | 2001 | 2017 | 2019 | 2022 | 2024 |